# تورا-سان به شمال می‌رود
تورا-سان به شمال می‌رود (انگلیسی: Tora-san Goes North) یک فیلم کمدی ژاپنی محصول ۱۹۸۷ به کارگردانی یوجی یامادا است. این فیلم سی و هشتمین فیلم از مجموعه محبوب و طولانی‌مدت اوتوکو وا تسورای یو است.

## خلاصه
هنگامی که سفرهایش او را به روستایی در شمال ژاپن هوکایدو می‌برد، تورا سان به دامپزشکی پیر و پرخاشگر (توشیرو میفونه) در روابطش با دخترش (کئیکو تاکه‌شیتا) که ارتباطش با او قطع شده و زنی که پنهانی به او علاقه‌مند است کمک می‌کند.

## ارزیابی انتقادی
توشیرو میفونه برای بازی در تورا-سان به شمال می‌رود نامزد بهترین بازیگر نقش مکمل مرد در جایزه آکادمی فیلم ژاپن شد. او برنده جوایز بهترین بازیگر نقش مکمل مرد در مراسم جوایز روبان آبی و جایزه فیلم ماینیچی شد. کیکو آواجی نامزد بهترین بازیگر نقش مکمل زن در جایزه آکادمی ژاپن شد. استوارت گالبریث چهارم می‌نویسد که تورا-سان به شمال می‌رود «خنده‌دار، جذاب و در نهایت کاملاً تکان‌دهنده» است. این فیلم میفونه و کیکو آواجی را که چهل سال قبل در فیلم آکیرا کوروساوا "سگ ولگرد (فیلم ۱۹۴۹) (۱۹۴۹) با هم ظاهر شده بودند، دوباره هم بازی می‌کند. گالبریت با اشاره به اینکه میفونه در دو دهه آخر کارش به ندرت نقش خوبی را پیدا می‌کرد، «تورا-سان به شمال می‌رود» را «فیلمی کاملاً جذاب می‌داند که میفونه در یکی از آخرین نقش‌های خوبش را به بازیگر بزرگ می‌بخشد». کوین توماس از لس آنجلس تایمز بیان می‌کند که این مدخل در این مجموعه کمی خشن‌تر و کمی کمتر احساساتی تر از حد معمول است، که همه چیز خوب است و یامادا نقشی ایده آل برای میفونه ایجاد کرده‌است. سایت آلمانی زبان molodezhnaja به «تورا-سان به شمال می‌رود» سه و نیم ستاره از پنج ستاره می‌دهد.